# Acraea burigensis
Acraea burigensis är en fjärilsart som beskrevs av Embrik Strand 1913. Acraea burigensis ingår i släktet Acraea och familjen praktfjärilar. Inga underarter finns listade i Catalogue of Life.